# Òlt (riu)
|  | Aquest article tracta sobre riu. Si cerqueu el departament francès, vegeu «Òlt». |

|  | Aquest article tracta sobre un riu francès. Si cerqueu un riu romanès, vegeu «Riu Olt (Romania)». |

L'Òlt (en occità Òlt i en francès Lot) és un riu del Massís Central. L'Òlt ha donat nom als departaments de l'Òlt (Lot en francès) i de l'Òlt i Garona (Lot et Garonne en francès), i a municipis com ara Vilanuèva d'Òlt (Villeneuve-sur-Lot en francès).

## Geografia
La font del riu és el vessant sud de la muntanya de Golet (departament de Losera) a l'altitud aproximada de 1300 m, dins una zona de torbera, i s'aboca al riu Garona al departament de Lot et Garonne.
Curs: 481 km de llarg per 200 km a vol d'ocell de la seua font a la seua confluència a Agulhon (Lot et Garonne).

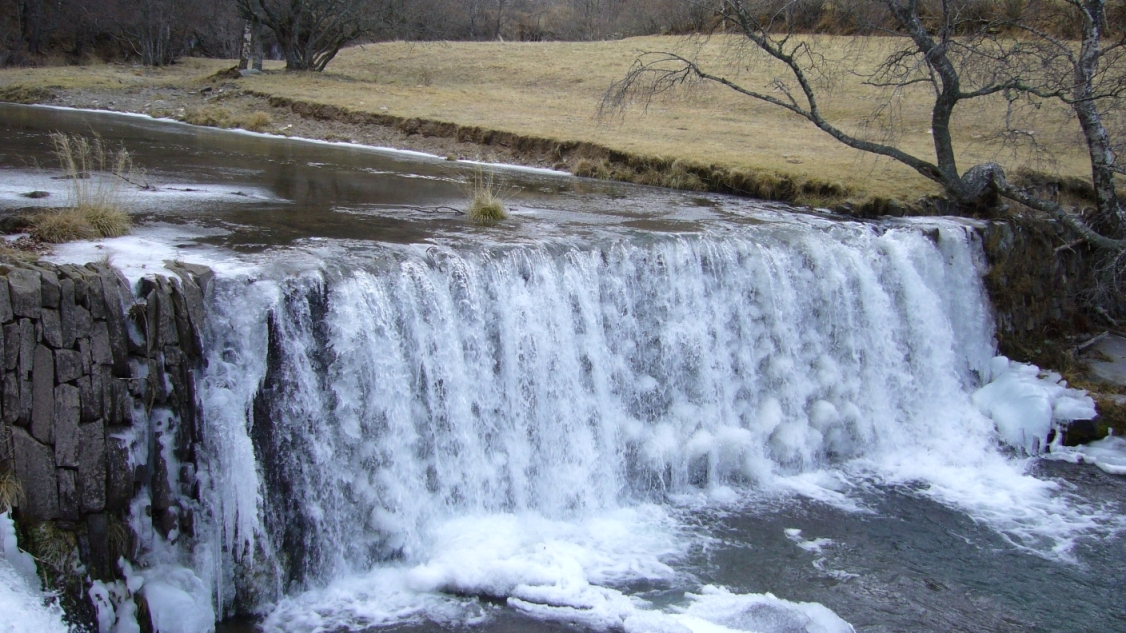
L'Òlt al peu de Mont Lozère

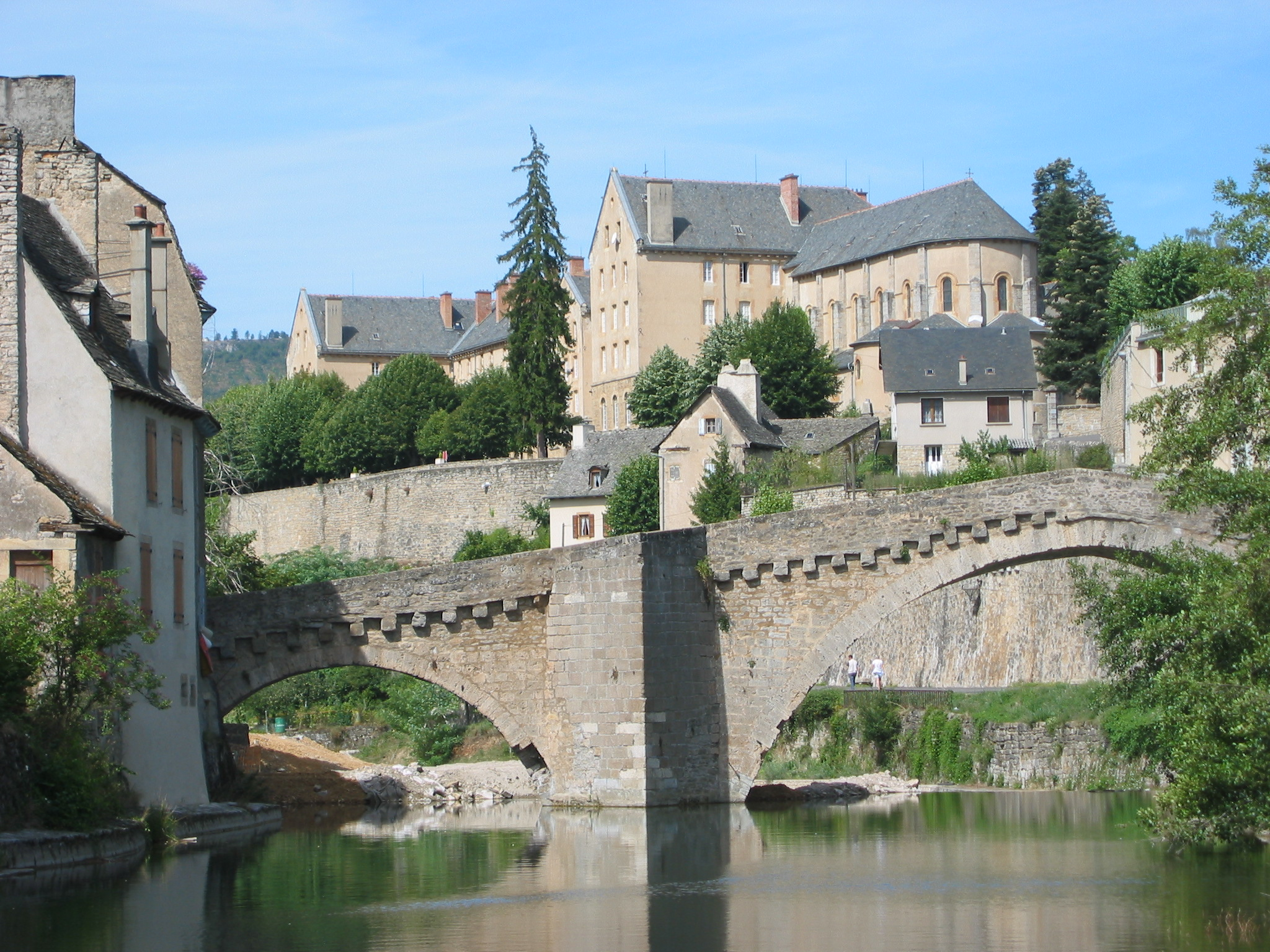
El Pont Nôtre-Dame a Mende, Losera

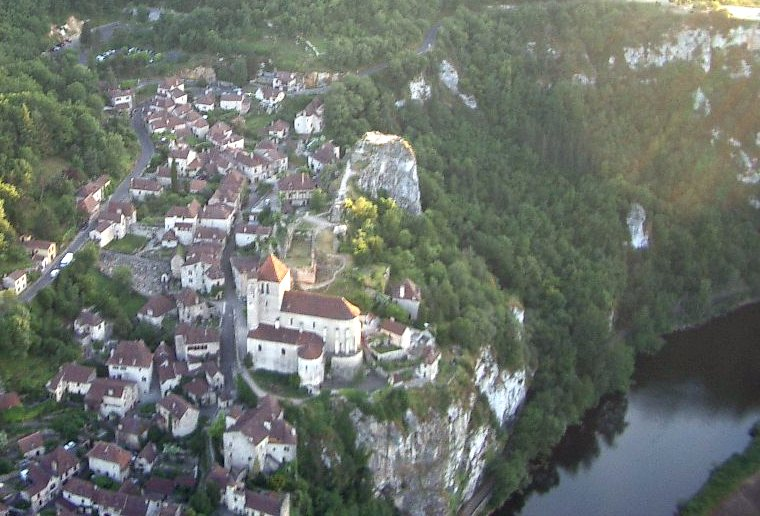
L'Òlt a Saint-Cirq-Lapopie

## Departaments i viles travessats per l'Òlt
- Losera (48) : Mende, La Canourgue
- Avairon (12) : Espaliu, Sent Ginièis d'Òlt, Sent Julian d'Empara e Livinhac lo Baish
- Òlt (46) : Caors, Sent Circ de la Pòpia
- Olt i Garona (47) : Fumel, Vilanuèva d'Òlt, Agulhon

## Hidrologia
La seva alimentació sobretot pluvial, explica el seu canviable cabal i les seues crescudes, les quals a la tardor o la primavera poden prendre, de vegades, un caràcter catastròfic.
El cabal de l'Òlt ha estat observada sobre un període de 64 anys (1937-2000), a Vilanuèva d'Òlt, ciutat del departament d'Òlt i Garona, situada a poca distància de la seua confluència amb la Garona. La conca vessant del riu és de 10.700 km² en aquest indret (sobre 11.254).
El cabal mitjà interannual o cabal hidràulic del riu a Vilanuèva d'Òlt és de 151 m³ per segon.
L'Òlt presenta unes fluctuacions estacionals de cabal molt importants, amb crescudes a l'hivern i primavera, portant un cabal mensual mitjà d'entre 200 i 290 m³ per segon, de la fi de novembre al principi de maig inclús, amb un màxim al febrer; i aigües baxies a l'estiu, de juliol a setembre, amb una baixa de cabal mitjà mensual fins als 32,5 m³ a l'agost, tanmateix un nivell acceptable.
El VCN3 pot caure fins als 6,4 m³, en període de sequera, el qual és força baix. El VCN3 és la quantitat mínima de cabal durant tres dies contigus.
D'altra part les crescudes poden ser violents. tant és així que el cabal diari màxim a l'estiu arribà als 2.450 m³ per segon el 4 desembre 1976. El QIX 10, o cabal calculat de crescuda decennal és de 2.000 m³ per segon, és a dir quatre vegades aquell de la Marna al final del seu curs. Quant al QIX 50, arriba als 2.800 m³, vora tres vegades més que aquell de l'Yonne a la seua confluència, sent un riu famós per les seues crescudes (vegeu nota).
La quantitat de pluja recollida per la conca de l'Òlt cada any és de 446 milimètres, bastant elevada i superiur a la mitjana del conjunt de l'estat, igual que la major part dels rius nascuts al Massís Central. El cabal específic (o Qsp) puja als 14,1 litres per segon i per quilomètre quadrat de conca, un poc menys que el seu veí el Tarn (15,1).

## Navegació fluvial

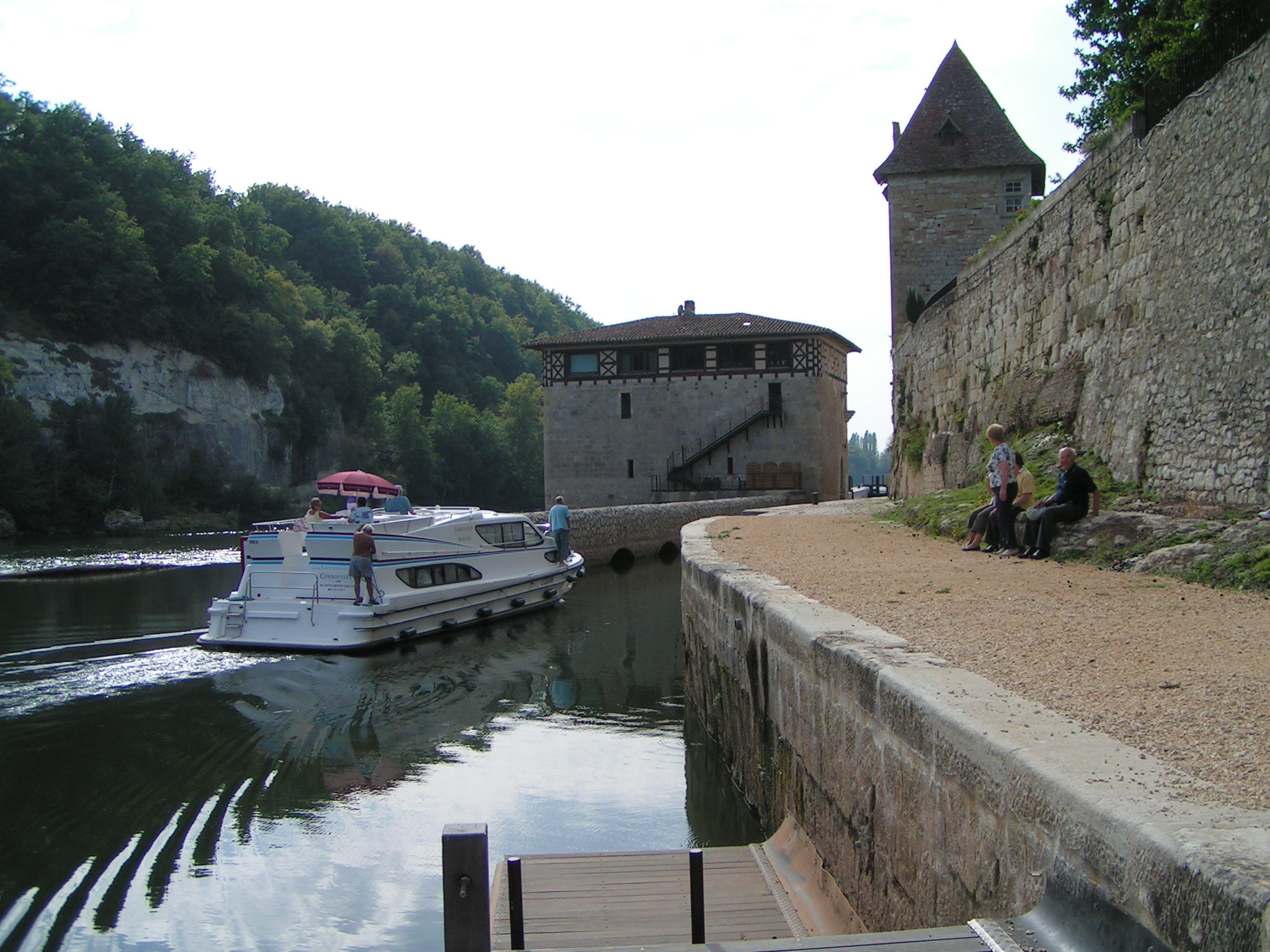
Tanca de Lustrac

Antany era navegable d'Entraigas (Avairon) a la confluència de l'Òlt i de la Truyère fins a la Garona a Nicole, i durant molt temps navegable de Caors a Agulhon per retrobar la Garona i la Canal de Garona i d'allí fins a Bordeus. Aquesta via navegable fou deixada a l'abandonament amb la posada en marxa dels ferrocarrils.
Després d'una rehabilitació l'Òlt és de nou navegable per plaer de son desembocadura a Lustrac i de Lusèg a Larnagòl. Obres de millorament són previstes per reobrir l'Òlt entre Lustrac i Lusèg i entre Larnagol i Entraigas.
L'Òlt és el riu més llarg de la Gascunya amb 297 km classificats com a navegables.

## Principals tributaris
| - le Bramont - la Colagne - la Boralde de Saint-Chély-d'Aubrac | - la Boralde Flaujaguèse - la Truèire - le Dourdou de Conques | - le Riou mort - La Diège - le Célé | - le Vers - la Thèze - la Lémance | - le Boudouyssou - la Lède |

## Indrets turístics
- Pont Valentré a Caors
- Saint-Cirq-Lapopie
- Espalion

## Activitats turístiques
| - Piragüisme - Ràfting - Hidrospeed | - Pesca - Natació - Vela | - Rem (esport) - Motonautisme i esquí nàutic - Navegació interior de plaer |